# 알롱잉어속
알롱잉어속(Kuhlia)은 검정우럭목에 속하는 물고기 속의 하나이다. 이전에는 농어목으로 분류했다. 알롱잉어과(Kuhliidae)의 유일속이다. 인도-태평양에서 발견되는 어류이다. 대부분이 광염성(廣鹽性) 어종으로 바닷물과 민물이 섞이는 기수(汽水) 지역에서  발견되곤 하지만, 일부 종은 바다 또는 민물에서만 제한적으로 서식한다. 알롱잉어, 은잉어 등을 포함하고 있다.

## 하위 종
- Kuhlia boninensis (Fowler, 1907)
- Kuhlia caudavittata (Lacépède, 1802)
- Kuhlia malo (Valenciennes, 1831)
- Kuhlia marginata (G. Cuvier, 1829)
- Kuhlia mugil (J. R. Forster, 1801)
- Kuhlia munda De Vis, 1884)
- Kuhlia nutabunda Kendall & Radcliffe, 1912
- Kuhlia petiti L. P. Schultz, 1943
- Kuhlia rubens (Spinola, 1807)
- Kuhlia rupestris (Lacépède, 1802)
- Kuhlia salelea L. P. Schultz, 1943
- Kuhlia sandvicensis (Steindachner, 1876)
- Kuhlia sauvagii Regan, 1913
- Kuhlia xenura (D. S. Jordan & C. H. Gilbert, 1882)